# Sylvia Sorrente
Sylvia Sorrente, née le 31 juillet 1941 à Paris, est une actrice française.

## Filmographie partielle

### Cinéma
- 1961 : Le Petit Garçon de l'ascenseur de Pierre Granier-Deferre
- 1961 : L'Éternité pour nous de José Bénazéraf : Brigitte
- 1963 : Hold-up à Saint-Trop' de Louis Félix
- 1963 : Le Jaguar de Jesús Franco : Juanita
- 1964 : Le Fils de Tarass Boulba d'Henry Zaphiratos : la Gitane
- 1964 : Danse macabre de Antonio Margheriti et Sergio Corbucci : Elsi Perkings
- 1966 : Ne nous fâchons pas de Georges Lautner : Vicky, l'amie d'Antoine
- 1966 : Opération Opium de Terence Young : une entraîneuse du night-club
- 1966 : Le vicomte règle ses comptes de Maurice Cloche : Lilli Dumont

### Télévision
- 1964 : 325 000 francs, téléfilm de Jean Prat : Juliette